# Антиароматичні сполуки

Циклобутадієн — найпростіша антиароматична сполука

А́нтиаромати́чні сполу́ки (рос. антиароматические соединения, англ. antiaromatic compounds) — сполуки, які є системами з незамкненою електронною оболонкою з частково заповненими незв'язуючими орбіталями, тобто циклічна π-електронна кон'югована сполука, що задовольняє правилу 4n (n = 1, 2, 3…).
Така структура виникає у перехідному стані під час вивертання циклу, наприклад, циклобутадієну, коли він переходить через плоску конфігурацію. Вона є термодинамічно менш стабільною, порівняно з подібною ациклічною сполукою, та структуромінливою, а енергетична щілина між найвищою зайнятою та найнижчою вільною молекулярними орбіталями є невеликою.